# 譙玄
谯玄（前1世纪—35年），字君黄。中国西汉官员。巴郡阆中县（今四川省阆中市）人。
谯玄少好学，能讲解《易经》、《春秋》。仕于州郡。汉成帝永始二年（前15年），有日食之灾，下诏推举敦朴逊让、有品行道义的各一人。益州推举谯玄，到公车，对策成绩优异，拜为议郎。汉成帝立赵飞燕为皇后，专宠妒忌，皇子多夭。谯玄上书劝谏以灾异示警。长期担任郎官。后转任太常丞，为弟弟服丧去职。
汉平帝元始元年（1年），日食，公卿推举敦朴直言的人。大鸿胪左咸推举谯玄公车对策，再拜议郎，转任中散大夫。元始四年（4年），选明达政事、能班化风俗八人。再次推举谯玄，为绣衣使者，持节，与太仆王恽等分行天下，观风俗，自行决定诛杀和赏赐。事情没有完，王莽居摄，谯玄于是丢下使者的车总，改变姓名，逃回家中，从此隐居。
后公孙述在蜀称帝，数聘谯玄不应。公孙述派使者备礼征召；如果谯玄不肯来，便赐给他毒药。太守带着玺书到谯玄家中。”谯玄于是接受毒药。谯玄子谯瑛向太守泣血叩头，表示以钱千万军奉资，以赎父死。太守为他请愿，公孙述允许了。谯玄于是隐居田野，终公孙述之世。
谯玄于乱世训教儿子们勤习经书。建武十一年（35年）卒。第二年，汉光武帝平定天下，谯玄弟谯庆把情况报告汉光武帝。汉光武帝诏命巴郡以中牢祭祀，归公孙述向谯玄要的钱。谯瑛善讲解《易》，传授汉明帝，为北宫卫士令。

## 延伸阅读
[在维基数据编辑]
 《後漢書/卷81》，出自范晔《後漢書》